# Ivan Šabjan
Ivan Šabjan, född den 21 november 1961, är en jugoslavisk och därefter kroatisk kanotist.
Han tog bland annat VM-guld i C-1 10000 meter i samband med sprintvärldsmästerskapen i kanotsport 1987 i Duisburg.